# Guioa patentinervis
Guioa patentinervis är en kinesträdsväxtart som beskrevs av Ludwig Radlkofer. Guioa patentinervis ingår i släktet Guioa och familjen kinesträdsväxter. Inga underarter finns listade i Catalogue of Life.